# Isaac Florentine
Isaac Florentine (hebreo: יצחק פלורנטין ; nacido el 28 de julio de 1958) es un director de cine israelí. Es conocido por sus películas de artes marciales y de género de acción, a saber, Undisputed II: Last Man Standing (2006), Undisputed III: Redemption (2010), Ninja (2009), Ninja: Shadow of a Tear (2013) y Close Range (2015) y por lanzar la carrera del actor británico Scott Adkins. Florentine completó su licenciatura en Cine y Televisión de la Universidad de Tel Aviv.

## Biografía
Florentine visitó regularmente los cines locales durante su infancia en Israel, y citó a Sergio Leone y Bruce Lee como sus mayores ídolos e influencias cinematográficas posteriores. De joven completó el servicio obligatorio en el ejército israelí durante tres años antes de estudiar Cine y Televisión en la Universidad de Tel Aviv. También se entrenó en artes marciales desde su niñez, aprendiendo judo y kárate de los estilos Kyokushinkai, Shitō-ryū y Goju-Kai, y comenzó a enseñar karate en 1978 antes de abrir su propia escuela en 1979, donde también entrenaría regularmente hasta el día de hoy. Mientras estudiaba en la Universidad, completó su primer cortometraje, Farewell Terminator (1987), que ganó siete premios en el Festival de Cine de Mograbee.

## Carrera profesional
En 1988 se mudó a Estados Unidos con su familia para seguir una carrera en el cine. Su primer descanso vino al conocer a los productores Ronnie Hadar y Jonathan Tzachor, quienes lo invitaron a unirse al equipo de producción detrás de los Power Rangers de la serie de televisión Mighty Morphin como coordinador de acrobacias y director de la segunda unidad. Después de ver su primer cortometraje, Menahem Golan de Cannon Films también le ofreció a Florentine la oportunidad de dirigir su primer largometraje, Desert Kickboxer (1992).
Florentine estaba seguro de su tiempo en Power Rangers, donde perfeccionó muchas habilidades y técnicas cinematográficas. Sin embargo, no abrazaría su estilo de dirección ahora reconocido, filmando con ediciones mínimas y limpias en el molde de sus otros ídolos Buster Keaton y Charles Chaplin, hasta su tercer largometraje, High Voltage (1997).
Como siguiente gran paso en su trabajo, eligió al joven actor británico Scott Adkins para un papel secundario para Special Forces (2003), después de haber recibido su cinta de demostración, y marcaría la primera de muchas colaboraciones, incluida la producción, la dirección e incluso la segunda unidad de dirección, lanzando la carrera de Adkins.
Florentine también dirigió el documental The Life and Legend of Bob Wall (2003) y la segunda unidad dirigió The Legend of Hercules (2014).

## Filmografía

### Interino
- Adiós Terminator
- Un toque de seducción
- El estoico

### Dirigente
- La bala del asesino
- Campo de batalla: el arte de la guerra
- Boyka: Invicto IV (sin acreditar)
- Puente de dragones
- Quemarropa
- Cosecha fría
- Kickboxer del desierto
- Adiós Terminator
- High Voltage
- La vida y la leyenda de Bob Wall
- La maldición del dragon
- Ninja
- Ninja: Shadow of a Tear
- Power Rangers
- Savate
- The Shepherd: Border Patrol
- Special Forces
- Actos de venganza
- Luchadores alienígenas adolescentes tatuados de Beverly Hills
- U.S. Seals II: The Ultimate Force
- Undisputed II: Last Man Standing
- Undisputed III: Redemption
- WMAC Masters

### Otro
- Power Rangers Megaforce - Consultor
- The Legend of Hercules - (2014) - Director de la segunda unidad
- Boyka: Invicto IV (2017) - Productor
- 211 (2018) - Productor

## Premios y nominaciones
| Año  | Trabajo nominado           | Premio                                     | Categoría      | Resultado | Ref   |
| ---- | -------------------------- | ------------------------------------------ | -------------- | --------- | ----- |
| 2010 | Undisputed III: Redemption | ActionFest                                 | Mejor Director | Ganador   | [ 6 ] |
| 2010 | Undisputed III: Redemption | Action On Film International Film Festival | Mejor Director | Nominado  | [ 7 ] |